# Xian H-6
Lo Xian H-6 (轰-6; Hōng-6) è un bombardiere strategico a medio raggio bimotore a getto ad ala bassa a freccia. È la versione costruita su licenza del sovietico Tupolev Tu-16, nome in codice NATO Badger, progettato negli anni cinquanta e prodotto nella Repubblica Popolare Cinese dall'azienda statale Xi'an.

## Storia del progetto
Nel corso del 1958 il primo ministro cinese Zhou Enlai concluse con l'Unione Sovietica l'accordo per l'acquisto della licenza di costruzione del bombardiere a reazione Tupolev Tu-16, ribattezzato "Badger" dalla NATO, che era entrato in servizio con l'aeronautica militare sovietica nel corso del 1954. Per produrre il grosso velivolo vennero designati gli stabilimenti di Harbin (HAMC-Harbin Aircraft Manufacturing Company) e di Xian (Xi'an Aircraft Industrial Corporation) che dal 1958 furono oggetto di massicci lavori di ampliamento e trasformazione. I primi due Tu-16 di costruzione russa, destinati a servire da campione, furono consegnati alla Cina nel maggio 1959, uno disassemblato e l'altro in componenti, e a tempo di record lo stabilimento di Harbin ricostruì il primo aereo che volò il 27 settembre 1963. Il Tu-16 cinese venne inizialmente designato Feilong 201, ma il nome definitivo fu quello di H-6 dove la H stava per Hongzhaji (bombardiere) mentre i motori Mikulin RD-3M-500 furono costruiti anch'essi su licenza come WP-8. 
Lo stabilimento della XAC fu completato nel 1958 e fu qui che venne deciso nel 1961 di concentrare la linea del bombardiere che divenne operativa nel 1964. Il primo velivolo di costruzione interamente cinese, destinato alle prove statiche, fu pronto nell'ottobre 1966 ed il primo volo seguì il 24 dicembre 1968 con un ritardo dovuto agli effetti della Rivoluzione Culturale. Nell'agosto 1958 venne creata la XAE (Xian Aero-Engine Factory), ed il suo primo prodotto fu, in collaborazione inizialmente con HEF (Harbin Engine Factory poi DEMC-Dongan Engine Manufacturing Company) e SEF (Shenyang Engine Factory poi SAC-Shenyang Aero-Engine Company), lo sviluppo e la produzione del WP-8. Si trattò di un lavoro molto impegnatIvo perché Mosca non fornì tutte le informazioni e la documentazione necessarie, in particolare sulla sezione delle alette di guida dell'ugello. Nel 1963 tutta l'attività sul motore venne affidata alla XEF che riuscì a certificare e introdurre in produzione il propulsore nel gennaio 1967.

## Versioni

### H-6A

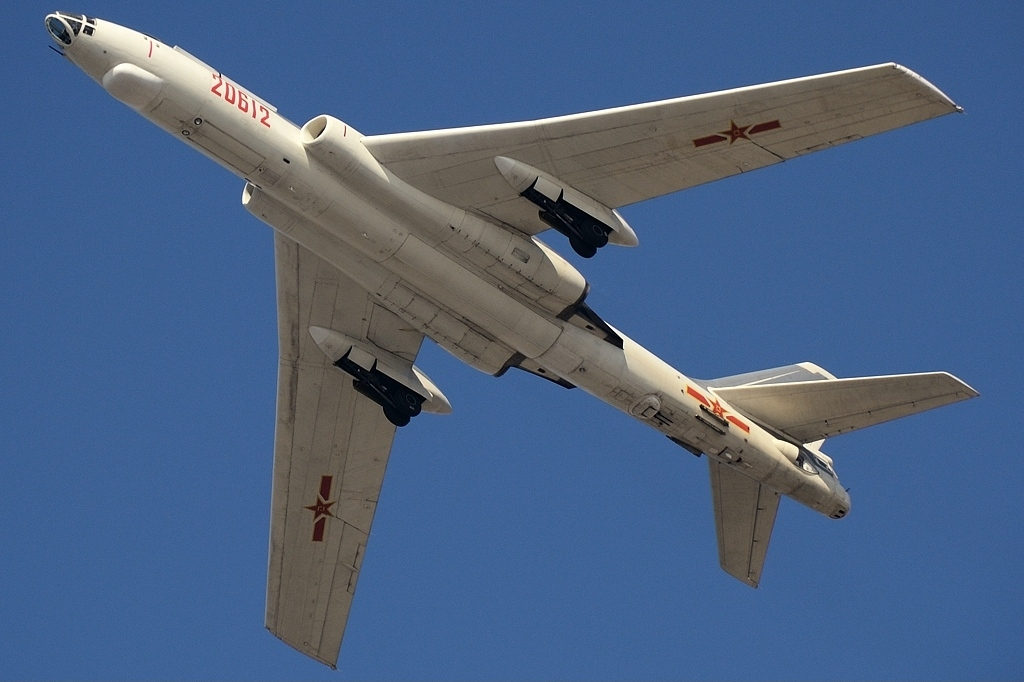
Un H-6A della PLAAF

Il primo modello fu l'H-6A, corrispondente al Tu-16A sovietico, che era in grado di trasportare armi nucleari, una capacità dimostrata il 14 maggio 1965 con lo sgancio sul poligono di Lop Nor di una bomba da 20 chilotoni. Le prime immagini dal satellite spia americano KH-11 rivelarono la presenza in linea del velivolo nell'agosto 1971 e nel marzo dell'anno seguente la CIA stimava che la Cina disponesse di 32 velivoli operativi con altri 19 in fase di costruzione.

### H-6C
Nel 1975 iniziarono le prove di un sistema integrato di navigazione e attacco ad alto grado di automazione che venne introdotto sulla linea nel 1982 dando vita alla versione H-6C (H-6 III) del velivolo in grado di trasportare armamento convenzionale o nucleare.

### H-6D
Sempre nel 1975 iniziò anche lo sviluppo dell'H-6D (H-6IV), destinato alla Marina, e specializzato nell'attacco antinave con 2 missili C-601/YJ-6L (NATO CAS-1 Kraken) montati a 2 piloni fissati alle ali debitamente rinforzate, che conservava, però, la capacità di trasporto di armamento di caduta nella stiva bombe interna. Per la guida dei C-601, poi, sostituiti dai C-611/YJ-61, esso montava un radar da sorveglianza Type 245 con antenna in un radome ingrandito e appiattito posto al di sotto del muso, un sistema di guida per i missili ed un nuovo sistema di navigazione. Il radar era in grado di scoprire una nave fino a 150 km di distanza da un'altezza di 9.000 m. Questa versione volò per la prima volta il 29 agosto 1981 ed il primo lancio di un missile strumentato avvenne con successo nel dicembre dello stesso anno con ingresso in servizio del velivolo nel dicembre 1985.

### H-6E
Negli ultimi anni '80 entrò in servizio l'H-6E specializzato nell'attacco nucleare con motori potenziati, nuovo sistema di guerra elettronica ed equipaggiamenti migliorati. L'H-6E, che non poteva trasportare armamenti standoff, era identificabile per l'eliminazione del cannone fisso in caccia sul lato destro del muso, inutile visto il ruolo operativo specifico.

### H-6F
La versione successiva fu l'H-6F, frutto di un programma di aggiornamento di mezza vita dell'avionica di bordo attuato nei primi anni '90 sugli H-6A e H-6C in linea. Fu introdotta una suite integrata di navigazione con INS/GPS dotato di radar Doppler di navigazione ed il sistema di puntamento a comando manuale fu sostituito da un sistema automatico adatto a missioni di interdizione a lungo raggio e di strike marittimo a bassa quota e in cattive condizioni di visibilità. L'H-6F, su cui venne eliminato il cannone in caccia nel muso, non poteva usare armi di precisione.

### H-6H

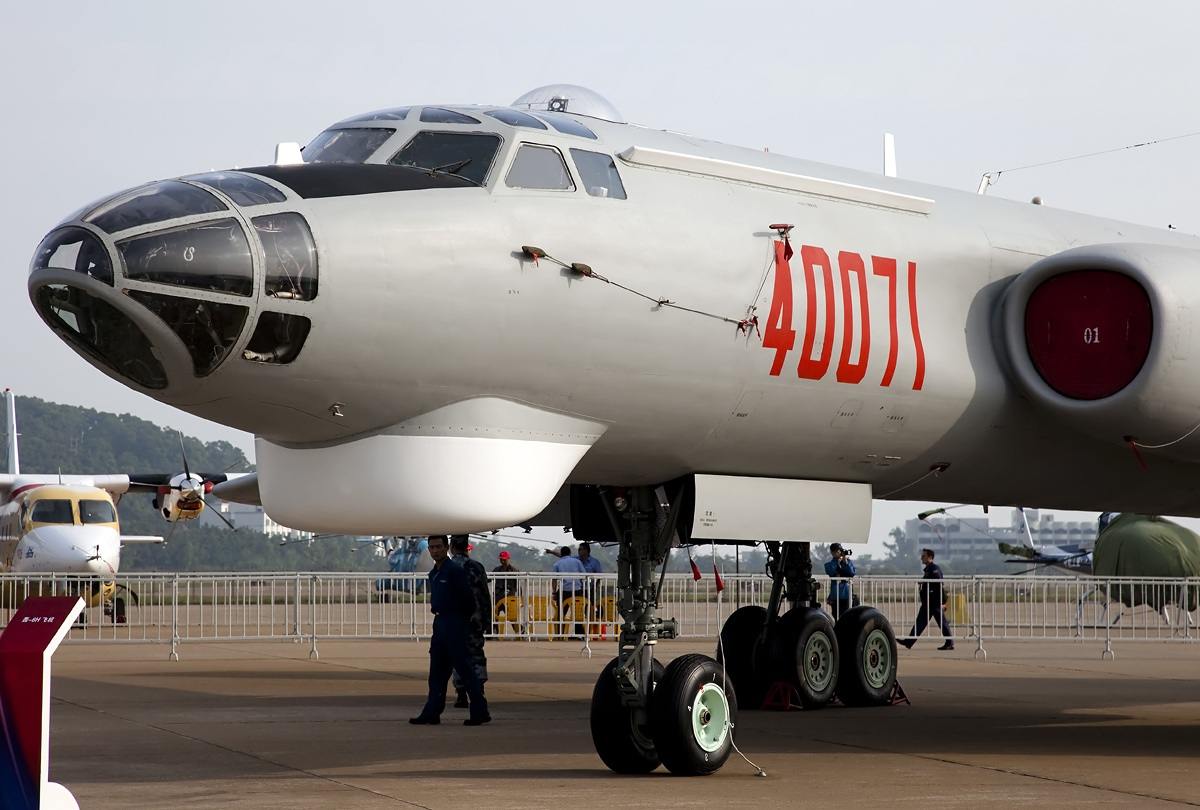
Un H-6H della PLAAF

Essendo i limiti dell'H-6F pesanti, la Cina pensò di ovviare a questo problema acquisendo dall'Unione Sovietica bombardieri delle nuove generazioni. Vistasi rifiutare il Tupolev Tu-22M3 Backfire C, si rese necessaria la decisione di rivisitare il vecchio H-6, e la XAC alla fine degli anni '90 rimise in produzione il modello nella nuova versione H-6H capace di usare armamenti di precisione. L'H-6H volò nel dicembre 1998 entrando in servizio nel 2004. L'aereo era privo di torrette difensive e montava un nuovo radome nel ventre della fusoliera dietro la stiva bombe con l'antenna di comando dell'armamento intelligente. Al di sotto delle ali potevano essere agganciati 2 KD-63 (KongDi-63). Il primo lancio del KD-63 dall'H-6H ebbe luogo nel novembre 2002.

### H-6G ed H-6M

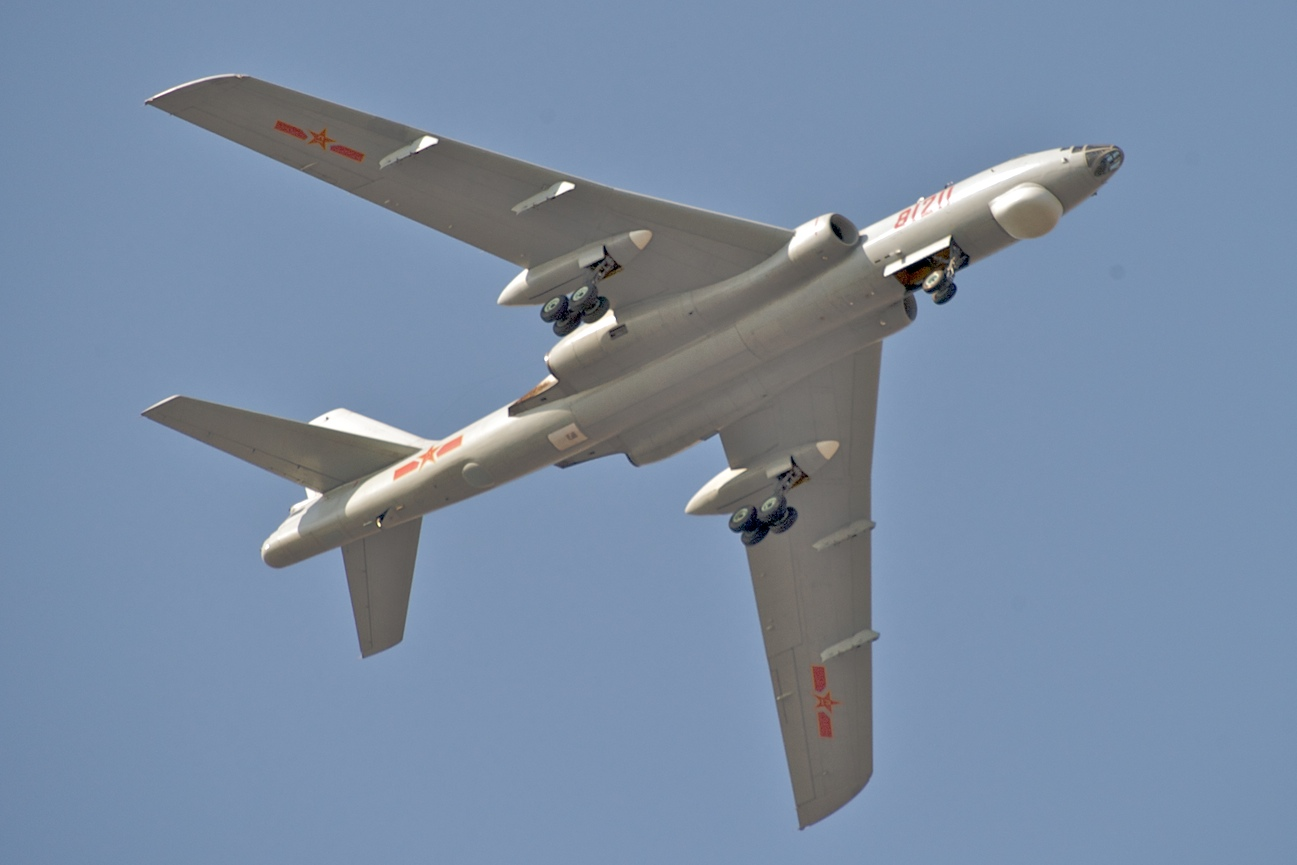
Un H-6M della PLAAF sorvola Changzhou

Dotato di 4 anziché 2 piloni, quelli interni erano destinati ai missili da crociera, mentre quelli esterni ai pod ECM che completavano il sistema di autoprotezione con sensori all'estremità della deriva e lanciatori chaff/filare sui fianchi della fusoliera posteriore. L'aereo, caratterizzato nelle due versioni dal radome allargato e appiattito e armato solo con la postazione difensiva di coda, fu denominato H-6M dall'Aeronautica ed H-6G dalla Marina.

### HU-6 ed H-6DU

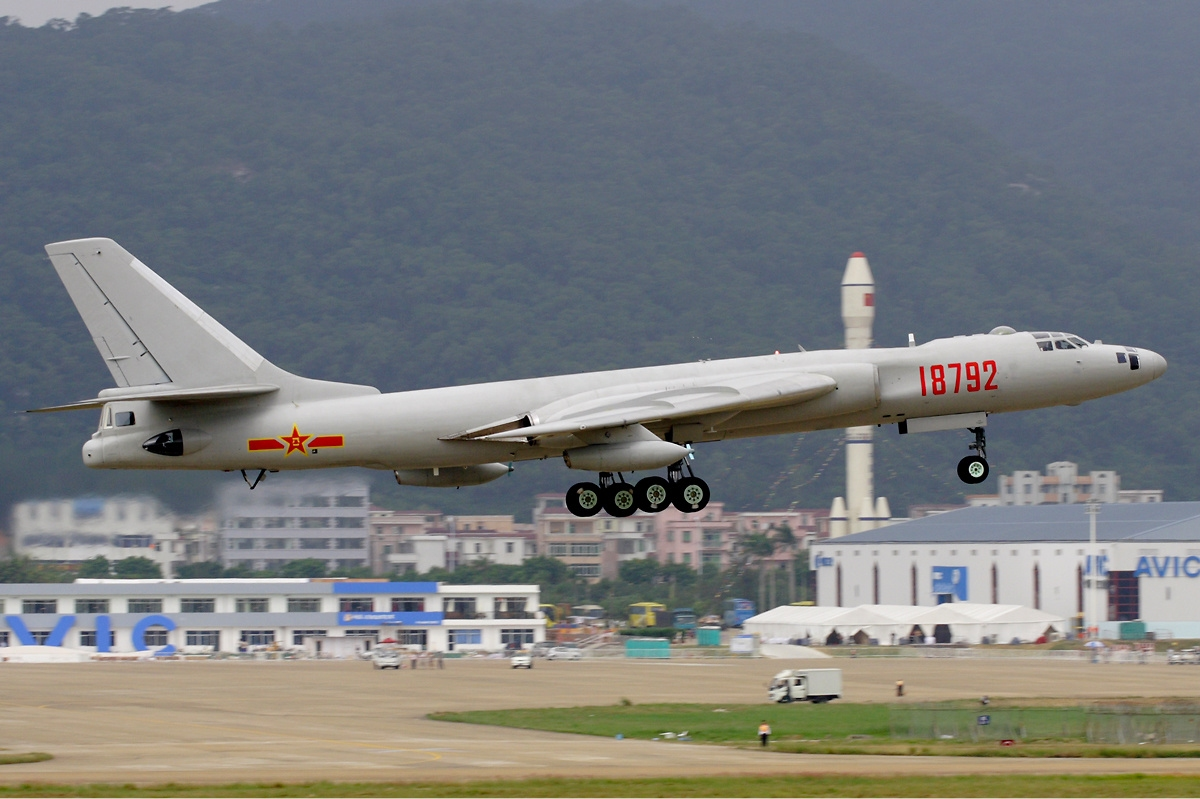
Decollo di un'aerocisterna HU-6 della PLAAF

Nel settembre 1986 venne siglato un MoU (Memorandum of Understanding) tra la britannica FLR e CATIC per fornire assistenza nella conversione in cisterna di un certo numero di H-6 e venne messo a punto uno specifico sistema di Hose-and-Droghe (a sonda flessibile e cestello) a due punti destinato a supportare velivoli tattici. Il Pod, designato RDC-1, fu realizzato dal China Institute of Aero Accessories e la conversione venne autorizzata solo ai primi del 1990. Le cisterne dell'Aeronautica, frutto della trasformazione di H-6D e designate HU-6, hanno un nuovo musetto solido in cui è stato trasferito il radar di navigazione e meteorologico prima posto ventralmente nel radome sotto al muso ora eliminato. Alle spalle dell'antenna resta la postazione del navigatore con una vettura molto ridotta. La postazione dell'operatore è ricavata in quella che era la torretta difensiva di coda e l'aereo, con una dotazione potenziata di equipaggiamenti di navigazione, è in grado di trasferire 18,5 t delle 37 t di carburante presenti nei serbatoi di bordo.
Le cisterne della Marina, sempre basate sull'H-6D, ma designate H-6DU, sono prive di torrette difensive, ma conservano il muso vetrato del navigatore ed il radome ingrandito e appiattito della versione da attacco missilistico. Il velivolo è divenuto operativo nel 1998.

### H-6K

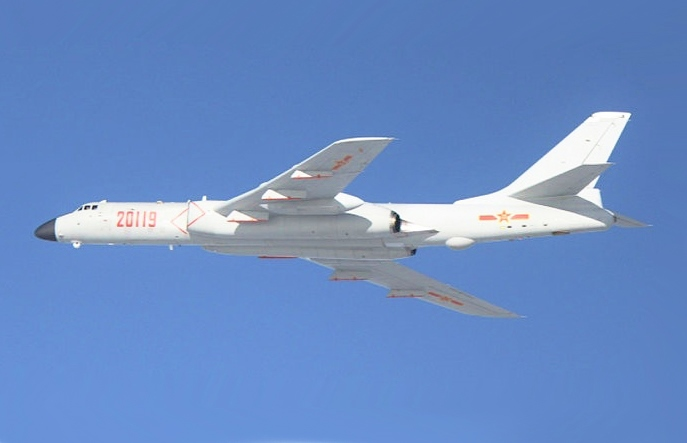
Un H-6K della PLAAF in volo

Sviluppato a partire dal 2000, l'H-6K rappresenta un notevole passo in avanti sia per prestazioni di volo che per capacità belliche. Il nuovo modello ha volato nel 2007 entrando in servizio intorno al 2010. Rispetto ai predecessori il velivolo è stato radicalmente ammodernato, con la sezione anteriore della fusoliera e il raccordo con il cockpit sono stati modificati ed il naso vetrato è stato sostituito da uno solido dielettrico. Nella sezione anteriore ventrale della fusoliera è stata installata una torretta elettro-ottica e lungo la fusoliera comparsa una serie di antenne per la guerra elettronica (ECM, ESM), mentre dietro la baia armi è presente una carenatura che potrebbe nascondere l'antenna di datalink per la variante lanciabile da aereo del missile da crociera a lungo raggio CJ-10/KD-20. Sulla deriva verticale, inoltre, sono presenti le antenne dei sistemi RWR (Radar Warning Receiver) e MWR (Missile Warning Receiver).
Ulteriore spazio per altri apparati avionici è stato, infine, ricavato rimuovendo la torretta per il cannone da 23 mm in coda. La cellula è stata rinforzata in diverse parti e dovrebbero essere stati impiegati pure materiali compositi. Il velivolo è stato rimotorizzato e al posto dei due turbogetti Xian WP8 (copia del Mikulin RD-3M che spingeva il Tu-16) sono stati installati i più potenti e moderni turboventola Saturn D-30KP-2, ciascuno tarato per erogare fino a 23.150 libbre (103kN) di spinta, che ha comportato anche l'allargamento delle prese d'aria. Un'altra modifica importante è stata la soppressione della stiva armi interna, il cui spazio è stato riutilizzato per ospitare ulteriore carburante, aumentando l'autonomia ed il raggio d'azione del velivolo. Le fonti concordano nel ritenere che l'autonomia del velivolo sia pari a circa 3.500 km. Il velivolo è così armato "solo" con 6 missili KD-20, 3 per ogni semiala, con 2.000 km di portata, che fa sì che l'H-6K potrebbe colpire bersagli strategici fino a Guam, Alaska e Hawaii restando entro la copertura delle difese aeree amiche.

### H-6N
Nuova versione sviluppata dal precedente H-6K, ed entrata in servizio con l'Aeronautica cinese a partire dal settembre del 2019. Questa può trasportare oltre 9.500 kg di carichi per un raggio di 5200 chilometri (sotto forma di bombe e missili da crociera sotto punti di attacco esterni) ed è stato rinnovato nel sistema avionico e degli armamenti. Si caratterizza per la prominente sonda frontale per il rifornimento in volo e, soprattutto, per l’eliminazione della stiva bombe, rimpiazzata da un recesso aerodinamico destinato al trasporto semi-conformale di un grande missile ancora da scoprire, che secondo alcuni rapporti si chiamerebbe CH-AS-X-13 e sarebbe un derivato aerolanciato del missile balistico con capacità antinave DF-21D.

### H-6J
Versione antinave dell'H-6K, entrata in servizio nel 2015, con la quale condivide payload e raggio d'azione. Rispetto all'H-6D antinave a cui succede, è in grado di trasportare anche mine navali e sette missili antinave YJ-12, sei sui piloni subalari, più 1 nella stiva, ovvero, più del triplo. Ha un raggio d'azione di 3.500 Km, più del doppio dell'H-6D. La PLANAF dovrebbe disporre di 15/20 H-6J.

## Impiego operativo
Il modello è stato usato per testare bombe atomiche e missili in test nucleari nei laghi salati di Lop Nur.
Alcuni esemplari sono stati venduti all'Egitto e all'Iraq che li ha persi tutti durante la prima guerra del Golfo.

## Utilizzatori
Cina
- People's Liberation Army Air Force

180 esemplari delle varie versioni da bombardamento consegnati.
10 aerocisterne HU-6 consegnate.
- People Liberation Army Navy Air Force

45 esemplari consegnati delle varie versioni, 15/20 sono H-6J.
10 aerocisterne H-6DU consegnate.

## Ex utilizzatori
Egitto
- Al-Quwwat al-Jawwiyya al-Misriyya

 Iraq
- Al-Quwwat al-Jawwiyya al-'Iraqiyya

## Velivoli comparabili
Regno Unito
- Avro Vulcan

 Stati Uniti
- Boeing B-47 Stratojet

 Unione Sovietica
- Tupolev Tu-16 Badger